# Fall to Pieces (canción de Avril Lavigne)
«Fall to Pieces» es una canción de la cantante canadiense Avril Lavigne, que fue el quinto y último sencillo de su segundo álbum de estudio, Under My Skin de (2004); fue el cuarto sencillo en los Estados Unidos. Fue producido y escrito por Avril Lavigne y por Raine Maida. Fue el sencillo menos exitoso de Lavigne en los Estados Unidos, pero fue un éxito masivo en Canadá. El vídeo musical para el sencillo fue cancelado.
No fue lanzado en el Reino Unido, pero llegó al número siete en la cartelera Canadian BDS Airplay Chart, su tercer sencillo exitoso luego en Canadá después de Nobody's Home y Don't Tell Me. Llegó al número dieciséis en Sudáfrica. Lavigne no promovió el sencillo, y consecuentemente falló en llegar al Billboard Hot 100 estadounidense; llegó al número seis en la cartelera Bubbling Under Hot 100 Singles, y al número cincuenta y cinco en Billboard Pop 100.

## Certificaciones
| Listas (2005)                                    | Posiciones |
| ------------------------------------------------ | ---------- |
| BDS Canadá                                       | 7          |
| American Top 40                                  | 39         |
| ARC Weekly Top 40                                | 16         |
| Radio Airplay Chart Filipinas                    | 4          |
| Top 40 Singles Chart Sudafricano                 | 16         |
| EE. UU. Billboard Bubbling Under Hot 100 Singles | 6          |
| EE. UU. Billboard Pop 100                        | 55         |
| EE. UU. Billboard Pop 100 Airplay                | 40         |
| EE. UU. Billboard Hot Adult Top 40 Tracks        | 18         |
| EE. UU. Billboard Top 40 Mainstream              | 34         |

1 Aproximadamente equivalente al número 106 en el Billboard Hot 100 estadounidense.